# Lucanus feglini
Lucanus feglini là một loài bọ cánh cứng trong họ Lucanidae. Loài này được feglini Lacroix & Bomans mô tả khoa học năm 1973.